# Coly (affluent de la Vézère)
Pour les articles homonymes, voir Coly.
Le Coly (en occitan Còli) est un ruisseau français du département de la Dordogne, affluent rive gauche de la Vézère et sous-affluent de la Dordogne. Avec son affluent la Chironde et ses sous-affluents l'Hyronde et le Gour, il constitue un bassin versant de 169 km2 dans le Périgord noir. Ce ruisseau se caractérise par sa résurgence, une importante vasque de 8 m de profondeur et de 30 m de diamètre moyen.

## Géographie
Le Coly prend sa source vers 120 mètres d'altitude sur la commune de La Cassagne, en bordure de la route départementale 62, au moulin de Ladoux, contigu à la résurgence de la Doux de Coly (en occitan la Dotz).
Il arrose Coly et rejoint la Vézère après une succession de petites cascades pittoresques à Condat-sur-Vézère, juste à côté de l'église, à moins de 80 mètres d'altitude.
Sa longueur est de 10,1 km pour un  bassin versant de 169 km2.
En fait le bassin versant souterrain s'étend bien en amont de la Doux. Selon le spéléologue Thierry Baritaud, « en utilisant la fluorescéine, ... [les hydrogéologues] ont montré que l'eau venait d'infiltrations dans les grandes dolines situées près de Gignac dans le Lot et à Chartrier-Ferrière en Corrèze avec une jonction s'effectuant à la verticale de Jayac ».

### Affluents
Le Coly comporte deux affluents répertoriés par le Sandre, le plus long avec 15,4 kilomètres étant la Chironde en rive gauche.

### Communes traversées
À l'intérieur du département de la Dordogne, le Coly arrose seulement quatre communes, La Cassagne à partir de sa source, Coly-Saint-Amand (ancienne commune de Coly), Terrasson-Lavilledieu, puis Condat-sur-Vézère à sa confluence avec la Vézère.

## Hydrologie
Le débit du Coly a été observé sur une période de 47 ans (1966-2012), à la station hydrologique de Condat-sur-Vézère, au pont de Bouch, environ deux kilomètres en amont de sa confluence avec la Vézère. À cet endroit, le bassin versant représente 167 km2, soit la quasi-totalité de celui du cours d'eau.
Le module y est de 1,58 m3/s.
Le Coly présente des fluctuations saisonnières de débit, avec une période de hautes eaux caractérisée par un débit mensuel moyen évoluant dans une fourchette de 1,60 à 2,87 m3/s, de novembre à mai inclus (avec un maximum en janvier). La période des basses eaux a lieu de juillet à octobre, avec une baisse du débit moyen mensuel allant jusqu'à 0,476 m3 au mois d'août. Cependant ces chiffres ne sont que des moyennes et les fluctuations de débit peuvent être plus importantes selon les années et sur des périodes plus courtes.
À l'étiage le VCN3 peut chuter jusque 0,110 m3, en cas de période quinquennale sèche, soit 110 litres par seconde.
En ce qui concerne les crues, les QIX 2 et QIX 5 valent respectivement 13 et 18 m3/s. Le QIX 10 est de 22 m3/s, le QIX 20 de 26 m3, tandis que le QIX 50 se monte à 30 m3/s.
Le débit instantané maximal enregistré à la station de Condat-sur-Vézère durant cette période a été de 21,6 m3/s le 6 juin 1992, soit une hauteur maximale instantanée de 1,81 mètre. Si l'on compare ce débit à l'échelle des QIX de la rivière, cette crue était au niveau du QIX 10, donc susceptible de se reproduire tous les 10 ans. La valeur journalière maximale remonte à cette même date avec un débit de 20,2 m3/s.
La lame d'eau écoulée dans son bassin versant est de 299 millimètres annuellement, ce qui est inférieur à la moyenne de la France entière tous bassins confondus (320 millimètres). Le débit spécifique du Coly (ou Qsp) atteint ainsi à Condat-sur-Vézère le chiffre de 9,5 litres par seconde et par kilomètre carré de bassin.

### Risque inondation
Un plan de prévention du risque inondation (PPRI) a été approuvé en 2000 pour la Vézère à Condat-sur-Vézère, ayant un impact sur ses rives ainsi que la partie aval de son affluent le Coly sur ses 300 derniers mètres,.

## Spéléologie
La Doux de Coly est bien connue des spéléo-plongeurs par son siphon qui est, avec 5 880 m de longueur totalement noyé, le plus long d'Europe et le cinquième du monde,.

## Monuments ou sites remarquables à proximité

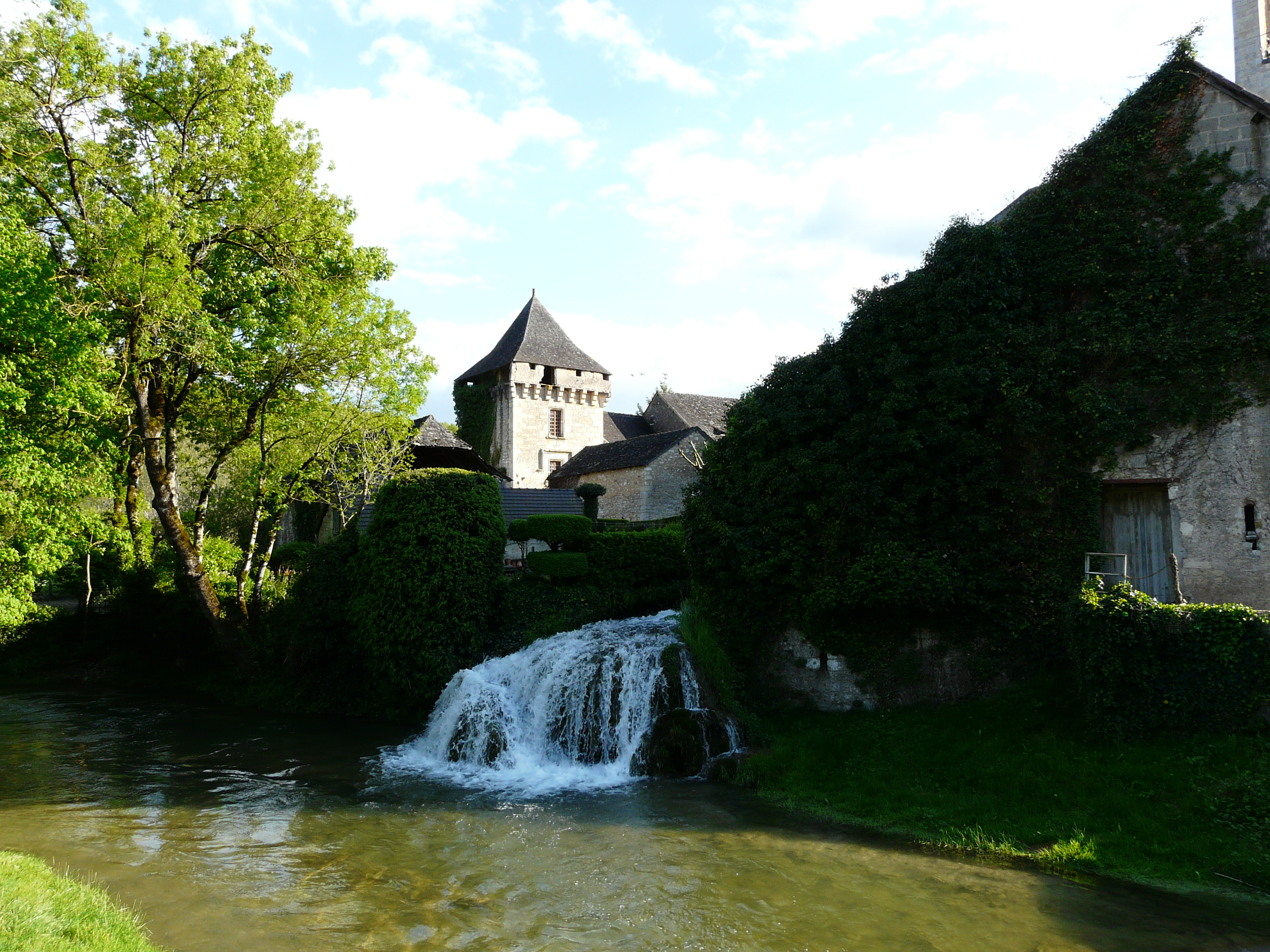
Le Coly au pied du donjon de la commanderie de l'ordre de Saint-Jean de Jérusalem.

- La résurgence de la Doux de Coly à La Cassagne, propriété privée.
- À Condat-sur-Vézère :
  - les cascades du Coly ;
  - l'église Notre-Dame-et-Saint-Jean-Baptiste, romane du XIIIe siècle inscrite au titre des monuments historiques en 1948[9] avec son clocher-peigne fortifié[10] ;
  - l'ancienne Commanderie du XIIe siècle, inscrite au titre des monuments historiques en 2012[11] ;
  - les maisons anciennes.

## Galerie

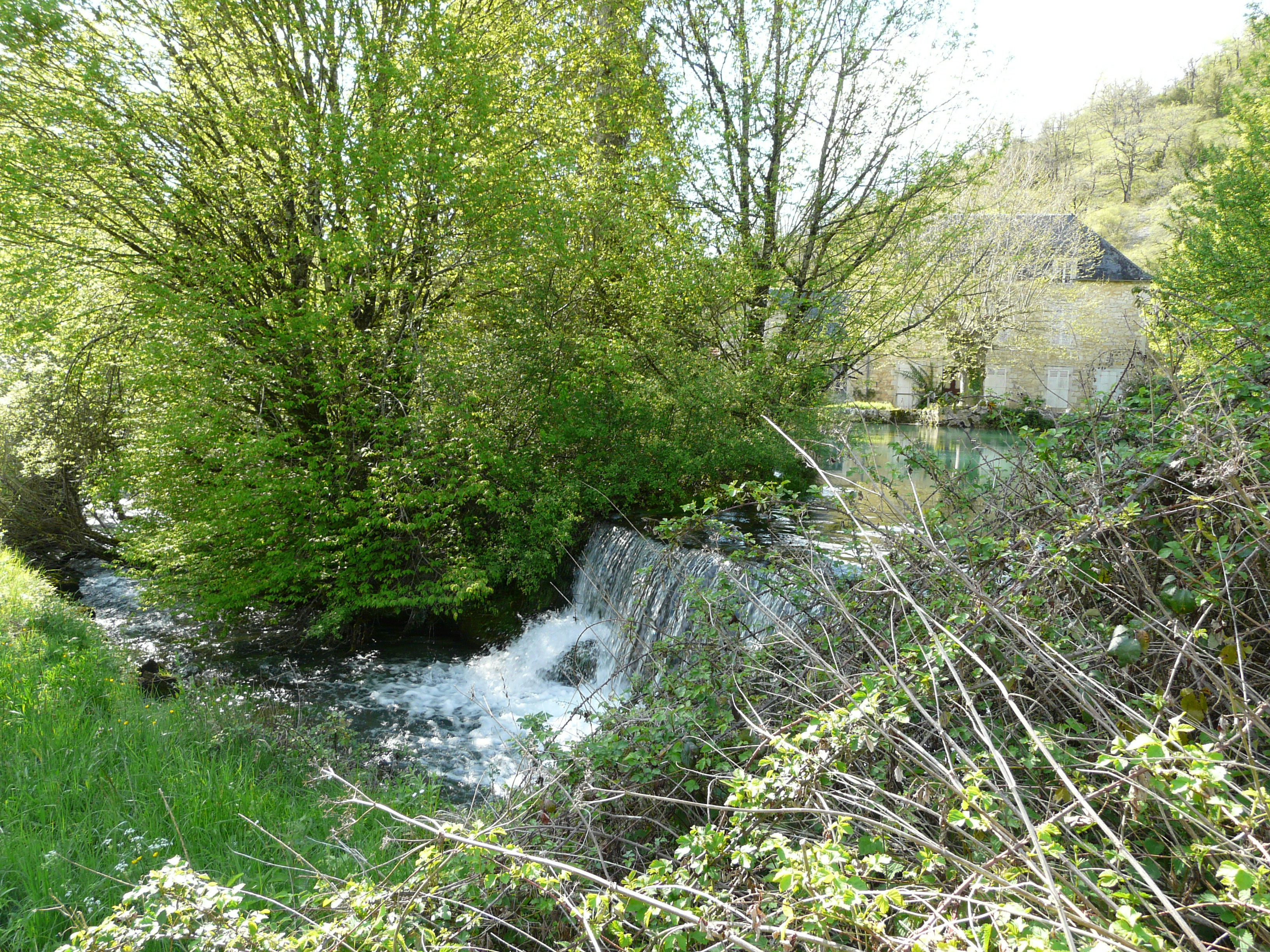
Le Coly quitte la résurgence de la Doux par une cascade
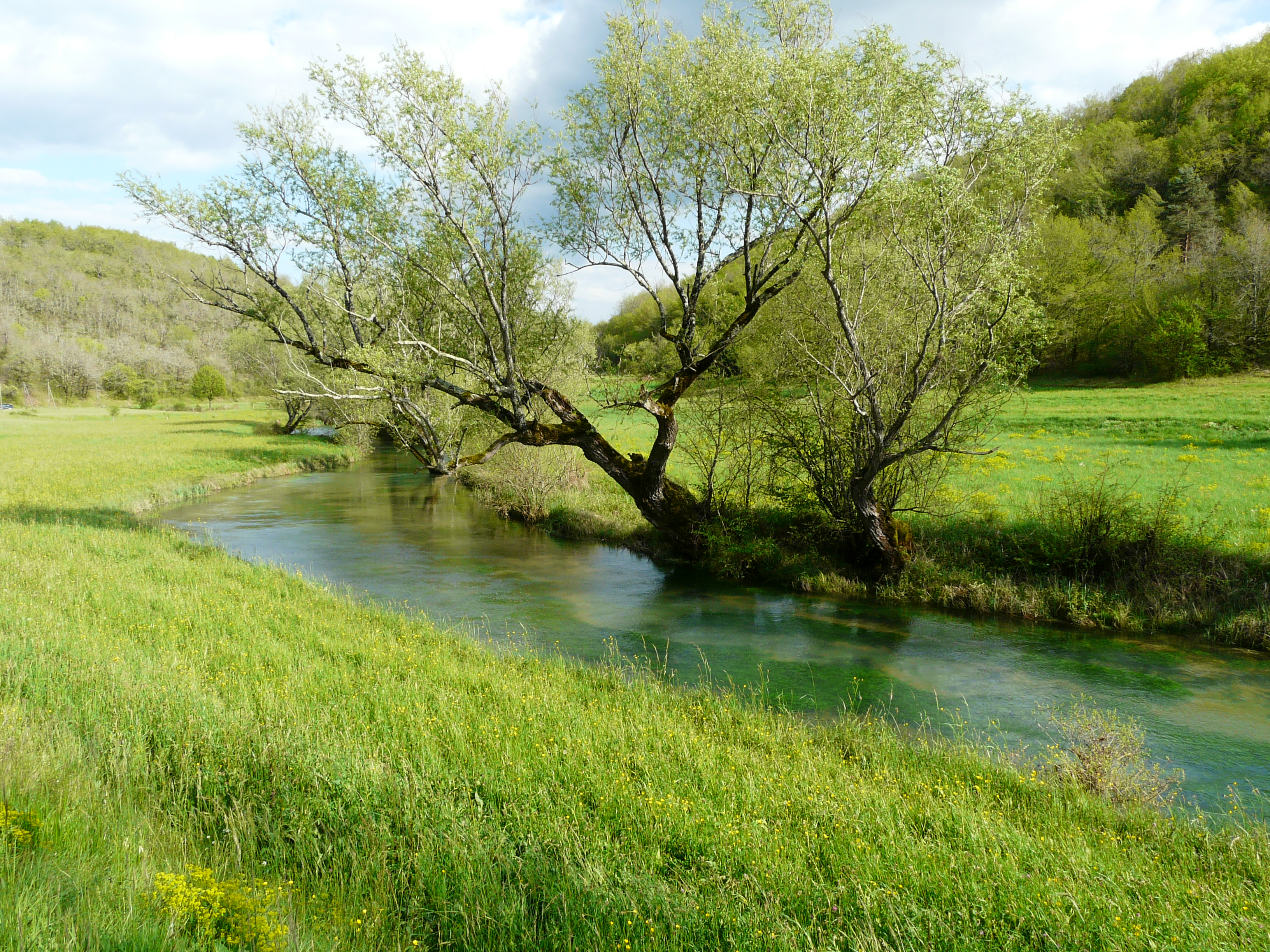
Un kilomètre en aval de la Doux
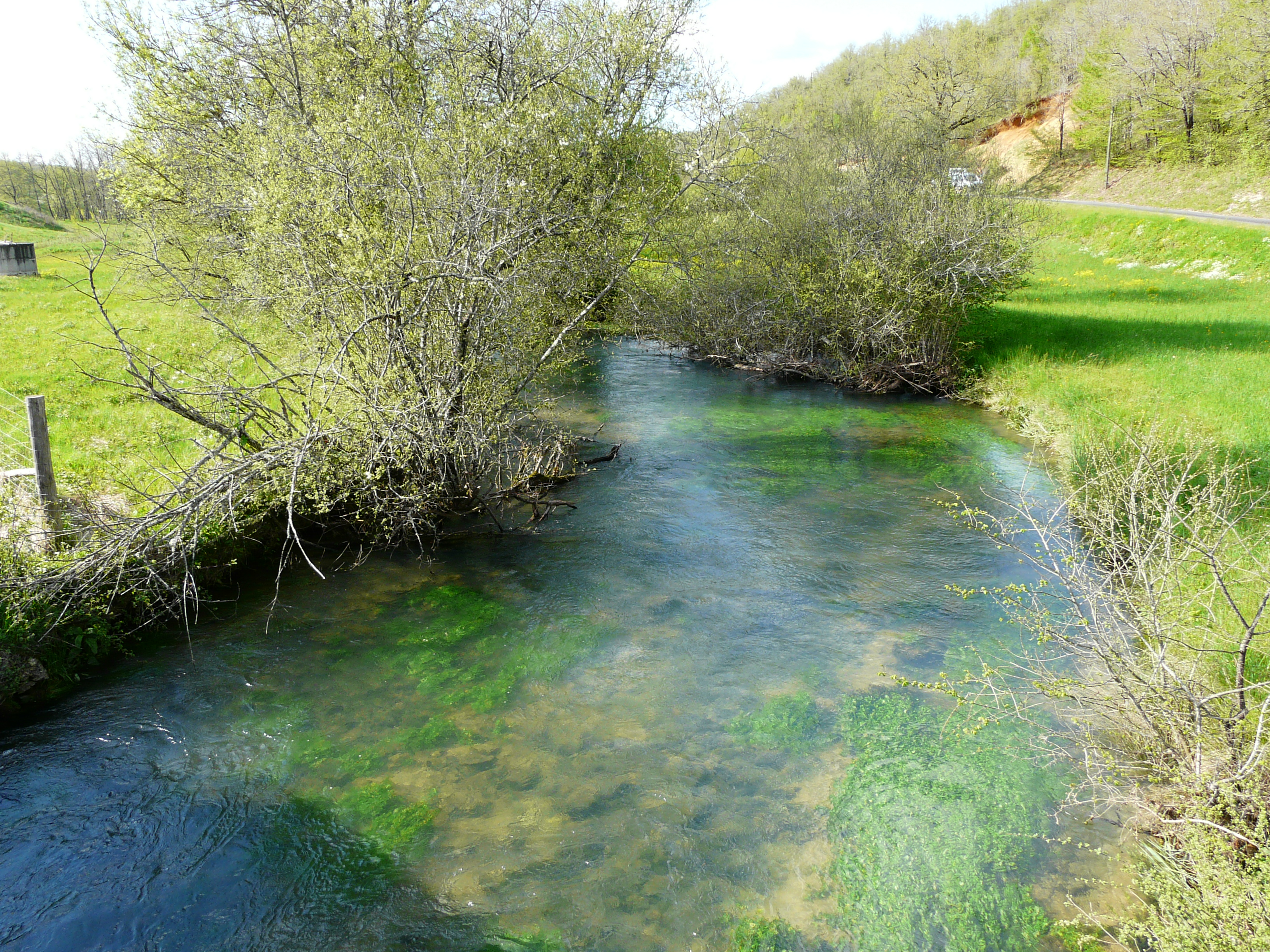
En aval du pont de la RD 62 à La Cassagne
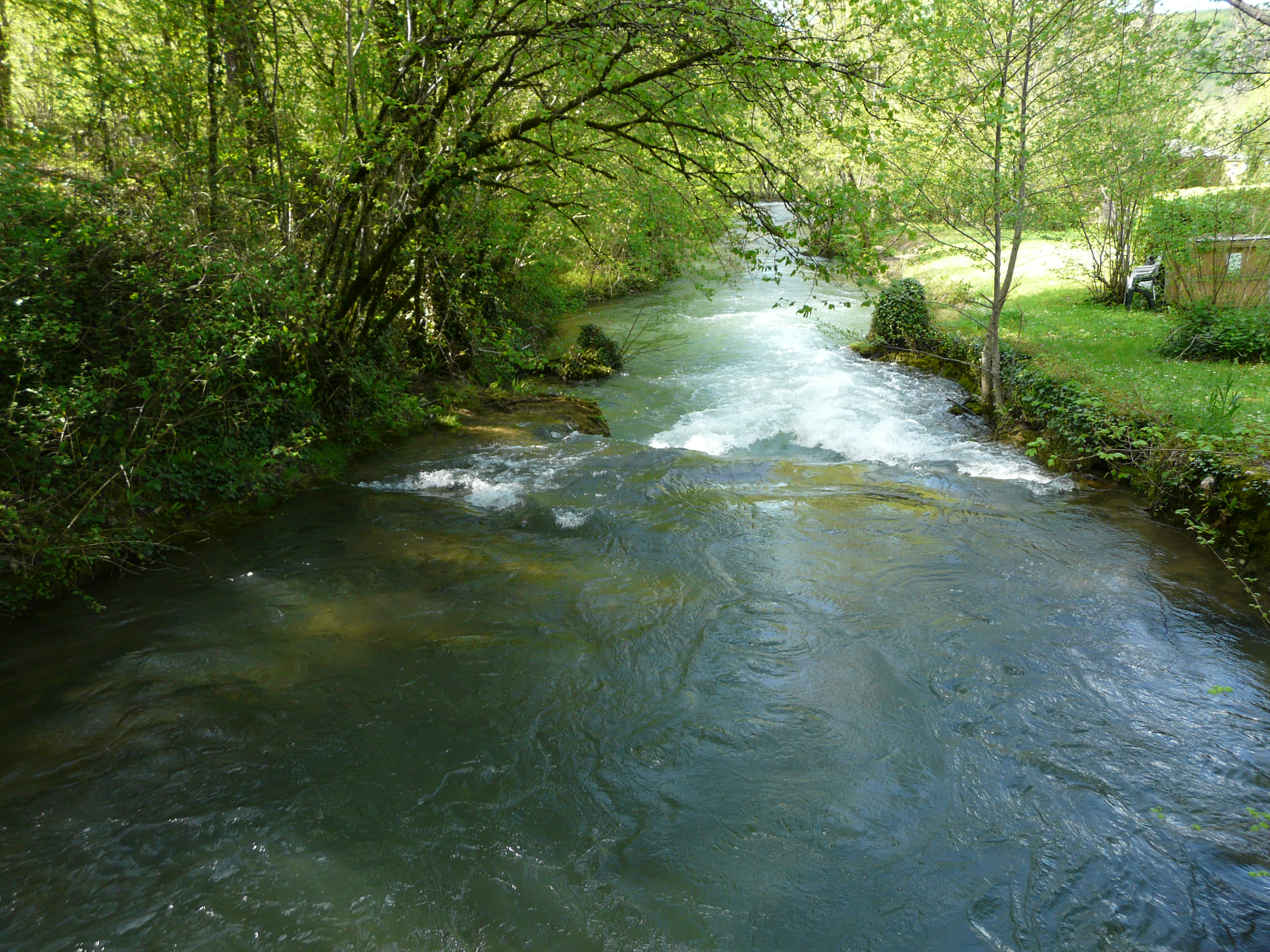
En aval du pont de Bouch à Terrasson-Lavilledieu
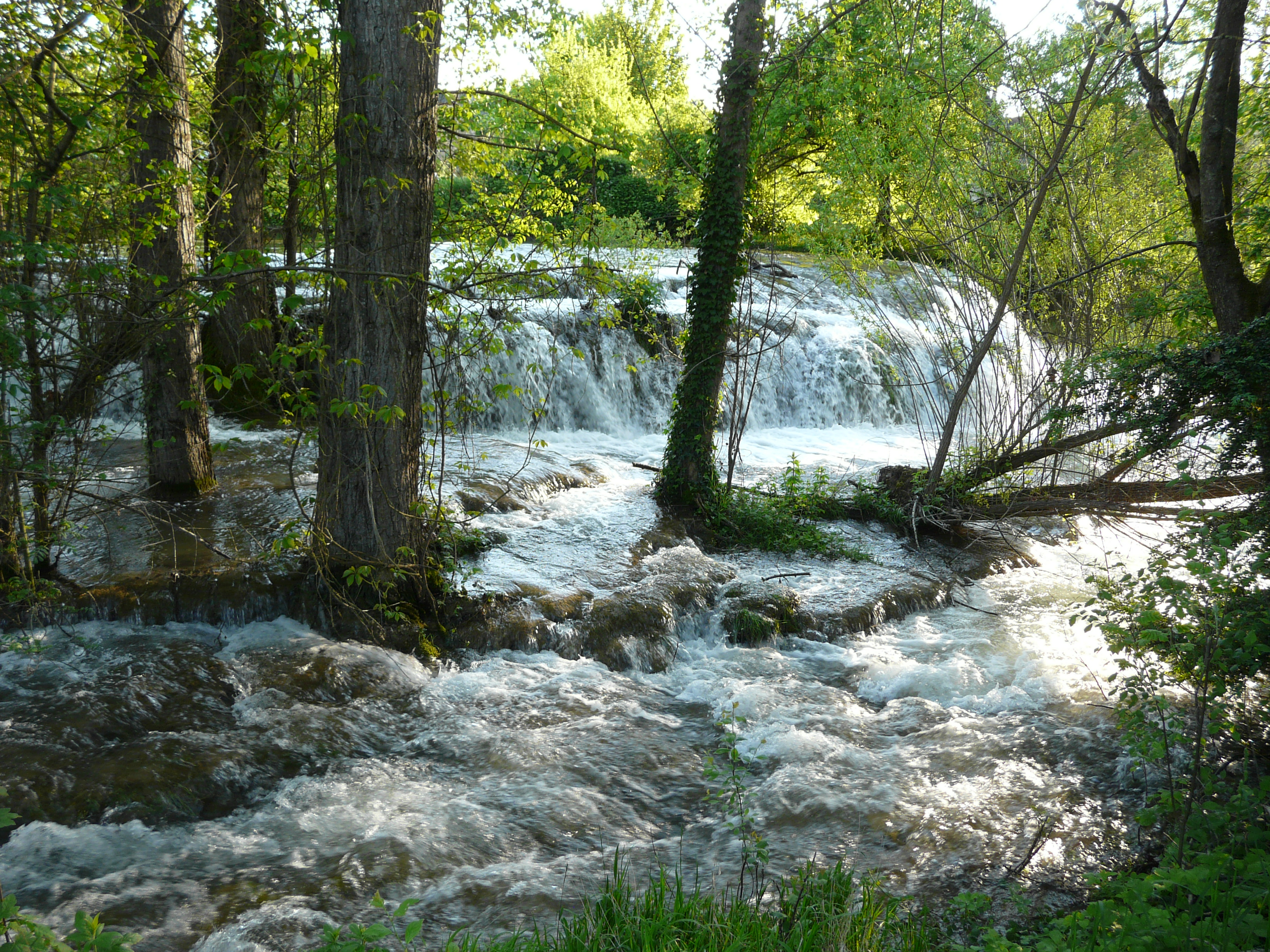
Cascades à Condat-sur-Vézère
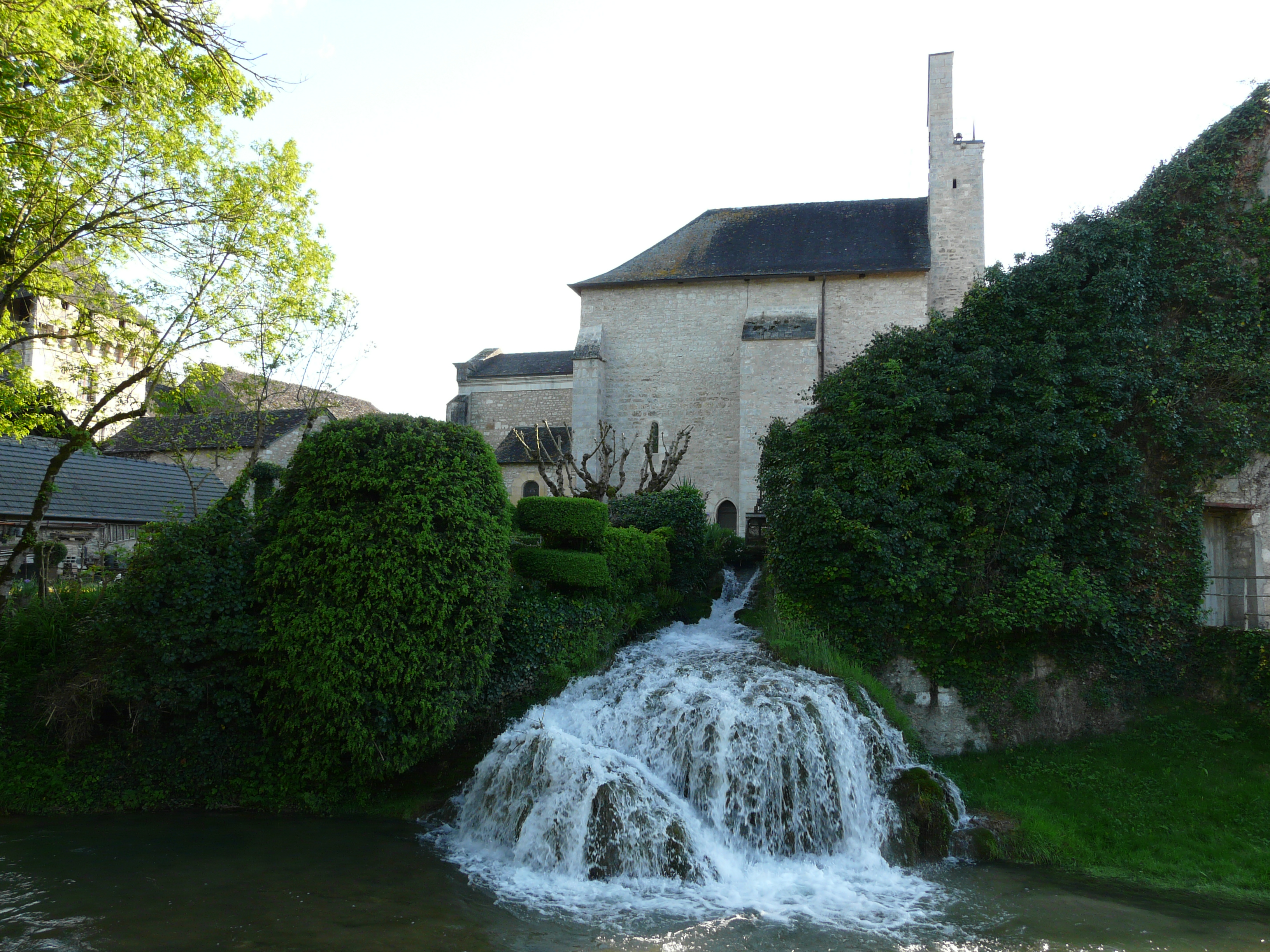
Une cascade devant l'église de Condat-sur-Vézère
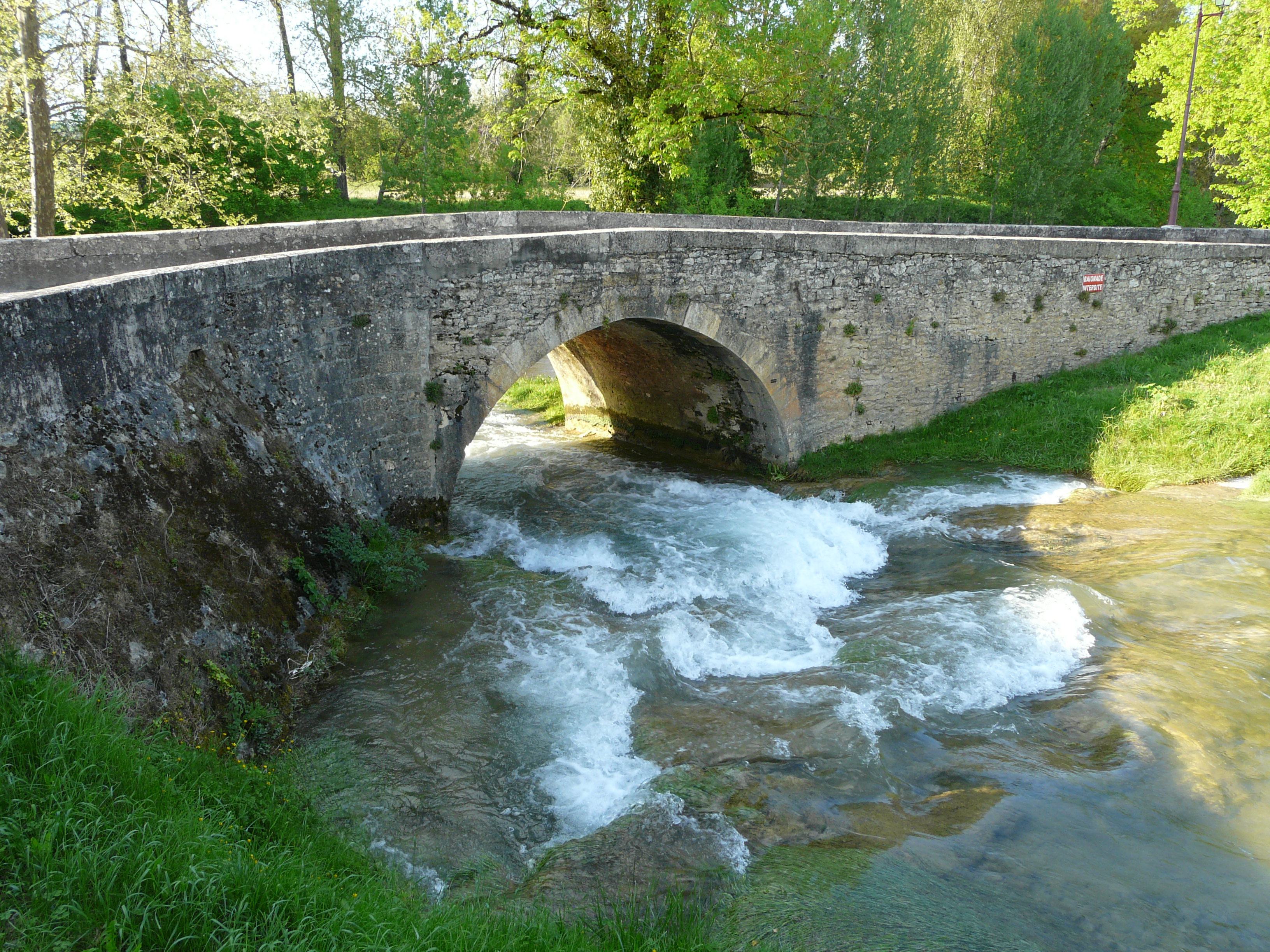
Le vieux pont sur le Coly à Condat-sur-Vézère
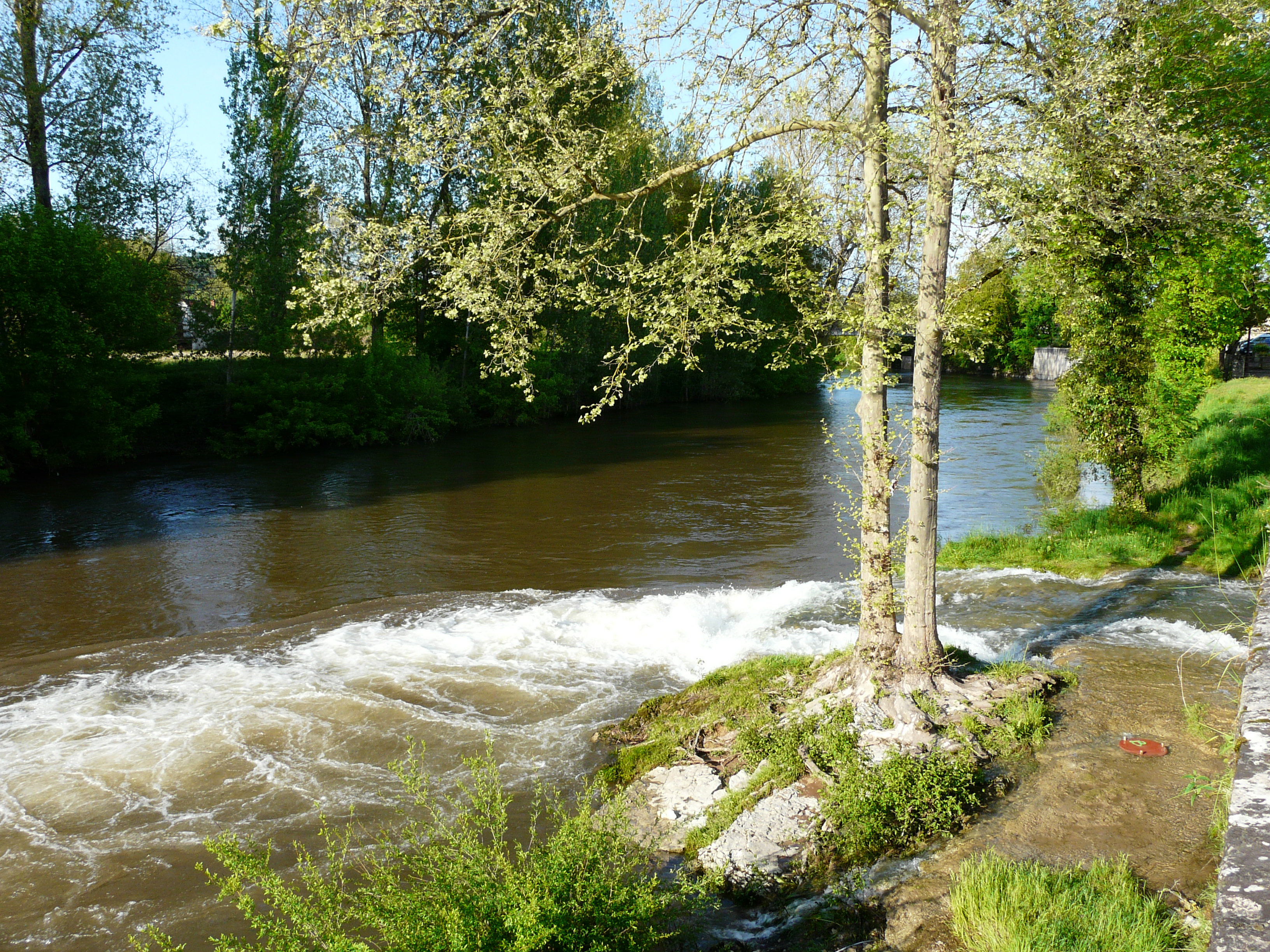
Le Coly se jette dans la Vézère dans une ultime cascade